# Chronicon Pictum
Chronicon Pictum (от латински за илюстрирана хроника, на унгарски: Képes Krónika, също наричана Chronica Hungarorum, Chronicon (Hungariae) Pictum, Chronica Picta or Chronica de Gestis Hungarorum) е средновековна илюстрирана хроника от Кралство Унгария от втората половина на 14 век. Тя представя художествено описание на кралския двор на Лайош I Велики.
Пълното име на хрониката е: Chronicon pictum, Marci de Kalt, Chronica de gestis Hungarorum, което означава „Илюстрирана хроника, Хроника на Марк от Калт за деянията на унгарците“.

## История на хрониката
Хрониката е написана от Марк Калти малко след 1358 г., а последните илюстрации са завършени между 1370 и 1373 г. Хрониката е дадена като подарък от унгарския крал Лайош на френския крал Шарл V за сватбата на дъщерята на Лайош, Катерине и сина на Шарл, Луи Орлеански. След това е подарена на Джордже Бранкович през 1456 г., когато е копирана. По-късно е изгубена и се смята, че попада в ръцете на османските турци.
Хрониката се появява отново през първата половина на 17 век в кралските архиви във Виена, а от там идва и името ѝ „Виенска илюстрирана хроника“. Ръкописът днес се пази в Националната библиотека „Сечени“ в Будапеща.

## Изобразена история
140-те снимки на хрониката са добър източник на информация за средновековната унгарска културна история, костюми, живот в кралския двор през 14 век. Много миниатюри в хрониката са боядисани със злато. Художествената стойност на миниатюрите е висока, ако се сравнят с подобни миниатюри от други части на Западна Европа от същото време. Героите са нарисувани с детайли и с познание за анатомията. Дори очните ябълки са изобразени, което може да се провери само чрез микроскоп.
Всички миниатюри показващи хунът Атила са разрушени или дори изтрити (особено последната показваща смъртта на Атила); това не е поради старостта на хрониката, тъй като всички други миниатюри и текстове са запазени добре. Миниатюрите използват символизъм, т.е. „primus ingressus“ е с камила, докато „secundus ingressus“ е с бял кон, което може би означава, че навлизането в Карпатския басейн първия път не е било успешно или е било културно отклоняващо действие (доколкото камилата е „отклонен“ кон, а белия кон е „чисто качество“). Текстът на латински е без грешки и е с високо качество.

## Галерия
- Атила
- Хуните обсаждат Аквилея
- Атила се среща с папа Лъв
- Ловът на белия елен
- Седем вожда
- Унгарско завладяване на Карпатския басейн
- Лехел и неговия рог
- Геза Унгарски
- крал Стефан I Унгарски
- крал Ласло I
- крал Ласло I
- крал Калман Книжник
- Битка при Посада
- крал Бела IV